# Chapelle royale (Stockholm)
Pour les articles homonymes, voir Chapelle royale.
La chapelle royale (en suédois : Slottskyrkan) est une chapelle située dans Palais royal dans le quartier de Gamla stan à Stockholm en Suède
,,.  

## Présentation
L'église est construite au XVIIIème siècle au Palais royal et inaugurée le 8 décembre 1754, en même temps que l'inauguration du palais, par le roi Adolphe-Frédéric de Suède et la reine Louise-Ulrique de Prusse.
La chapelle est située dans la moitié orientale de l'aile sud du château. 
Elle occupe toute sa largeur et est haute de deux étages et demi, s'étendant de la voûte sud au pignon est de l'aile. 
L'entrée se fait par l'arche sud, 
La chapelle a été créée principalement d'après les plans des architectes Nicodème Tessin le Jeune et Carl Hårleman dans un mélange de styles baroque et rococo. 
L'intérieur de l'église a été achevé au milieu du XVIIIe siècle par Carl Hårleman d'après les dessins de Nicodeumus Tessin le Jeune. 
Malheureusement, ni Carl Hårleman ni Jacques-Philippe Bouchardon ne vécurent assez longtemps pour assister à l'inauguration de l'église, tous deux moururent en 1753.
La chapelle est utilisée par la famille royale pour les cérémonies religieuses. Chaque dimanche et jour férié, un service religieux y est célébré.

## Décorations
Le plafond de la chapelle est organisé en trois grands panneaux de fresques conçus par Carl Hårleman avec les peintres Guillaume Taraval et Johan Pasch et les sculpteurs Charles Guillaume Cousin et Jacques-Philippe Bouchardon.
La chaire a été réalisée en 1748-1751 par Jacques-Philippe Bouchardon. Le baldaquin au-dessus de la chaire présente trois têtes d'ange et une draperie en arrière-plan.
L'autel a été conçu sur le même modèle que celui de la basilique San Paolo Maggiore de Bologne. 
Les figures entourant l'autel ont été créées par Burchard Precht et représentent Jésus et saint Jean-Baptiste.
De chaque côté se trouvent deux allégories féminines représentant la « Foi » et l'« Espérance ». 
Au-dessus de l’autel se trouve l’agneau pascal. 
L'autel actuel, réalisé par Pierre-Hubert Larchevêque dans les années 1765-1772, n'a été placé qu'après la consécration de l'église. Au-dessus de l'autel se trouve également une grande bande de stuc en forme de drapé soutenu par deux anges avec l'inscription "PRO MUNDI VITA" ("Pour la vie du monde" de l'Évangile selon Jean).

## Mariages royaux
Les mariages royaux récents qui ont eu lieu dans la chapelle sont :
- la princesse Christina de Suède a épousé Tord Magnuson le 15 juin 1974 ;
- la princesse Madeleine de Suède, duchesse de Hälsingland et Gästrikland, a épousé Christopher O'Neill le 8 juin 2013 ;
- le prince Carl Philip de Suède, duc de Värmland, a épousé Sofia Hellqvist le 13 juin 2015.